# Carcarès-Sainte-Croix
Carcarès-Sainte-Croix település Franciaországban, Landes megyében. Lakosainak száma 540 fő (2022. január 1.). Carcarès-Sainte-Croix Carcen-Ponson, Meilhan, Saint-Yaguen és Tartas községekkel határos.

## Népesség
A település népességének változása:
| Lakosok száma | 405  | 407  | 426  | 468  | 512  | 506  | 519  | 528  | 538  | 540  |
|               | 1968 | 1982 | 1990 | 2006 | 2013 | 2015 | 2017 | 2019 | 2020 | 2022 |